# Strikeforce: Diaz vs. Daley
Strikeforce: Diaz vs. Daley foi um evento de artes marciais mistas promovido pelo Strikeforce, ocorrido em 9 de abril de 2011 no Valley View Casino Center em San Diego, California.

## Background
Essa foi o primeiro evento principal do Strikeforce que foi gerenciado pelos novos compradores da Zuffa, que comprou a promoção no mês anterior.
Esse evento foi originalmente esperado para contar com Alistair Overeem vs. Fabrício Werdum e Josh Barnett vs. Brett Rogers, as duas lutas restantes nas quartas de finais do Grand Prix de Pesados. Evento e as lutas foram anunciadas no site oficial do Strikeforce. Porém, em 2 de Março de 2011, Scott Coker confirmou que as lutas seriam movidas para o Strikeforce: Overeem vs. Werdum em Dallas, Texas, em 18 de Junho.
K.J. Noons era esperado para fazer seu retorno ao Peso Leve nesse card, mas a luta não se materializou.
Mike Kyle era esperado para enfrentar Gegard Mousasi, mas teve que se retirar da luta em 31 de Março de 2011, depois de quebrar a mão. Keith Jardine aceitou entrar no lugar com uma semana de antecedência para enfrentar Mousasi. A luta entre Mousasi e Kyle finalmente aconteceu no Strikeforce: Marquardt vs. Saffiedine em Janeiro de 2013, onde Mousasi finalizou Kyle com um mata leão no primeiro round.
Esse foi o último evento sem ser do Challengers a contar com lutadores em categorias menores de peso leve.
O evento acumulou aproximadamente 528,000 telespectadores, com picos de 806,000 na Showtime.

## Resultados
^ a: Pelo Cinturão Meio Médio do Strikeforce.

^ b: Pelo Cinturão Peso Leve do Strikeforce.

^ c: Mousasi perdeu um ponto no primeiro round por uma pedalada ilegal.

## Bolsas
Nick Diaz: $175,000 (sem bônus de vitória)
der. Paul Daley: $65,000
Gilbert Melendez: $150,000 (sem bônus de vitória)
der. Tatsuya Kawajiri: $97,612.50
Gegard Mousasi: $150,000
drew Keith Jardine: $25,000
Shinya Aoki: $73,637.50 (sem bônus de vitória)
der. Lyle Beerbohm: $10,000
Robert Peralta: $4,000 (incluindo $2,000 por  bônus de vitória)
der. Hiroyuki Takaya: $2,740
Virgil Zwicker: $3,000 ($1,000 por bônus de vitória)
der. Brett Albee: $1,000
Joe Duarte: $2,000 ($1,000 por bônus de vitória)
der. Saad Awad: $1,500
Herman Terrado: $1,500 ($500 por bônus de vitória)
der. A.J. Matthews: $1,000
Rolando Perez: $3,000 ($1,000 por bônus de vitória)
der. Tom Peterson: $1,000
Casey Ryan: $2,000 ($1,000 por bônus de vitória)
der. Paul Song: $750

## Ligações Externas
1. ↑  a[›]
2. ↑  b[›]
3. ↑  c[›]